# 費耶特維爾 (喬治亞州)
費耶特維爾（英語：Fayetteville）是一個位於美國喬治亞州費耶特縣的城市。根據2010年美國人口普查，該地人口為15945人，而該地的面積約為28.70平方千米。同時該地也是費耶特縣的縣治。

## 地理
費耶特維爾的座標為33°26′52″N 84°27′42″W / 33.44778°N 84.46167°W，而該地的平均海拔高度為314米（即1030英尺）。